# Osmia karooensis
Osmia karooensis är en biart som beskrevs av Brauns 1926. Osmia karooensis ingår i släktet murarbin, och familjen buksamlarbin. Inga underarter finns listade i Catalogue of Life.